# Maria Kunigunde av Sachsen

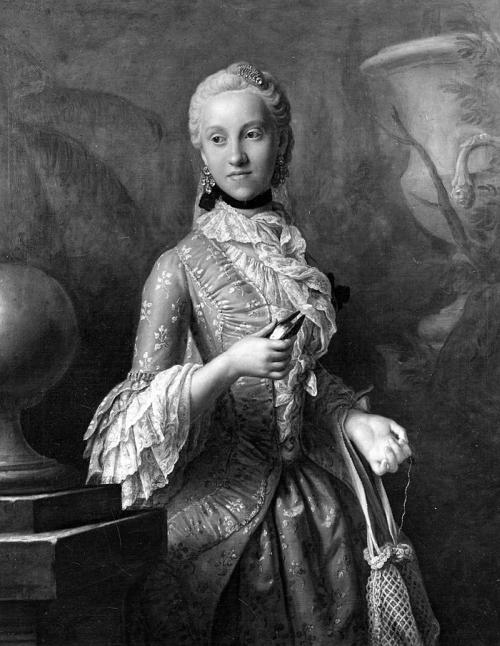
Maria Kunigunde av Sachsen

Maria Kunigunde av Sachsen, född 10 november 1740, död 8 april 1826, var en tysk abbedissa och tysk-romersk furstinna som regerande abbedissa och monark av den självstyrande klosterstaten Essens stift och Thorns stift, från 1776 till 1802.

## Biografi
Maria Kunigunde var dotter till den polska kungen och kurfursten av Sachsen, August III, och Maria Josefa av Österrike. Hon mottog en hög bildning och undervisades i latin, franska, polska, filosofi, geografi, religion, teckning, musik och dans. År 1764 föreslogs ett äktenskap med Josef II (tysk-romersk kejsare), och ett möte arrangerades i Böhmen för att Josef skulle få lära känna henne. Han fick ett dåligt intryck av henne under mötet eftersom hon knappt talade till honom, och valde därför en annan brud. Då mötet blev känt sjönk hennes värde kraftigt på äktenskapsmarknaden. Hennes släkt krävde då kompensation av Österrike, och det slöts ett avtal om att skaffa henne ett ämbete som furstinna och abbedissa vid något av furstestiften.
Förhandlingarna om att installera henne som abbedissa i Münsterbilzen misslyckades 1766. År 1775 blev hon slutligen vald till koadjutor i Essen och Thorn, och den 16 juli 1776 tillträdde hon som fursteabbedissa. Som sådan åtnjöt hon alla plikter och skyldigheter som övriga monarker i det tysk-romerska riket, såsom en plats och röst i riksdagen, beslutsrätt över rättsväsende, skatter, lagar, mynt och värnplikt samt immunitet mot lagen.
Maria Kunigunde trivdes inte i Essen, som var litet och provinsiellt och vars residens hon tyckte var för trångt . Hon besökte staden ett år efter valet och höll en stor representationsmiddag, varefter hon bosatte sig hos sin bror Clemens Wenzelaus, furstbiskopen av Trier, i Koblenz. Hon utövade ett stort inflytande över styrelsen i broderns biskopsdöme, där han knappt gjorde något utan att be henne om råd. Hon ägnade sig också aktivt åt Essens styrelse även om hon inte var bosatt där. År 1781 reformerade hon rättsväsendet och åren 1786-1793 pågick en långtgående konflikt med ständerna i Essen, som slutligen löstes med ett fastställande av vilka områden i rättsväsendet som låg under abbedissans jurisdiktion och som formade statens första konstitution 1794.
Hon lät förbjuda abort, reglera kirurgers och barnmorskors verksamhet, grundade en flickskola och lät bygga ett vägnät. Hon tillhörde också de första industrialisterna i Ruhrområdet då hon från 1787 gynnade framväxten av järnhanteringen. År 1802 ockuperades stiftet av Preussen som annekterade området. Maria Kunigunde förlorade sina politiska befogenheter, men fick behålla sin titel och sitt underhåll. Hon bodde sedan med brodern Clemens Wenceslaus i Oberndorf i Bayern fram till hans död 1812, och därefter återvände hon till Sachsen.